# 庫氏隆背海鯰
庫氏隆背海鯰為輻鰭魚綱鯰形目海鯰科的其中一種，被IUCN列為次級保育類動物，分布於中東太平洋區，從哥斯大黎加至哥倫比亞淡水、半鹹水水域，體長可達42.8公分，棲息在底層水域，屬肉食性。

## 擴展閱讀
維基物種上的相關：庫氏隆背海鯰